# Horst-Wessel-Lied
Das Horst-Wessel-Lied (Il canto di Horst Wessel), noto anche come Die Fahne hoch (In alto la bandiera), fu l'inno ufficiale del Partito Nazionalsocialista Tedesco dei Lavoratori (NSDAP) dal 1930 al 1945. Quando dal 1933 al 1945 il Partito Nazionalsocialista fu l'unico legalmente ammesso, Horst-Wessel-Lied divenne l'inno della Germania insieme alla prima strofa del Lied der Deutschen.

## Genesi

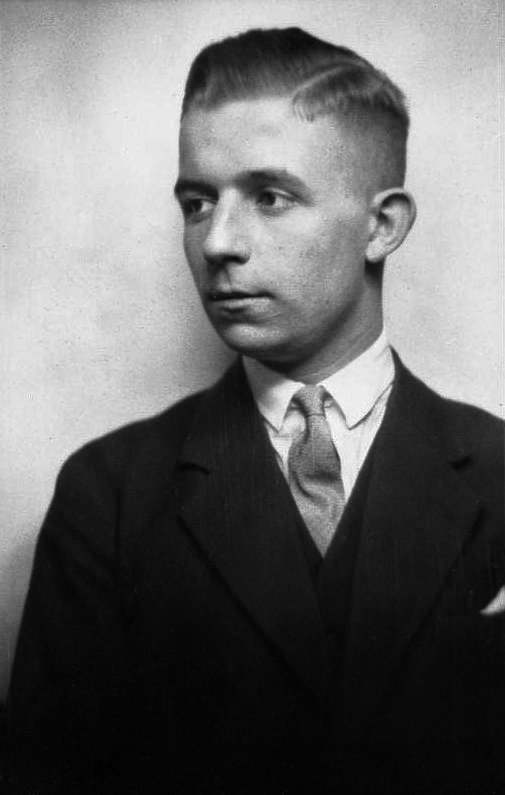
Horst Wessel

Il testo fu scritto da Horst Wessel e pubblicata il 29 settembre 1929 sul giornale di Goebbels, Der Angriff ("L'attacco"), e ricordava i nazionalsocialisti caduti sotto gli spari del "Fronte Rosso" e dei "Reazionari". Wessel aveva già scritto altre canzoni per la SA imitando e riprendendo consapevolmente canti comunisti diffusi anche nel gruppo paramilitare Roter Frontkämpferbund con l'intento di provocarne i membri e creare rivolte.
Dopo la sua morte avvenuta nel 1930, Wessel venne accreditato ufficialmente come l'autore della musica oltre che del testo ma già tra il 1930 e il 1933 numerosi critici in Germania riportarono che la musica utilizzata avesse in realtà una tradizione ben più vecchia facendo notare le somiglianze con O Store Gud, un inno religioso di origine svedese (tradotto in tedesco nel 1907 e poi in inglese negli anni Venti come How Great Thou Art) con una melodia molto simile. Ogni critica al brano e ogni dubbio sulla vera paternità da parte di Horst Wessel divenne impossibile dopo il 1933 in quanto divenne reato dopo che il nazionalsocialismo ebbe preso il potere in Germania.
La fonte più evidente della melodia e sulla melodia del Königsberg-Lied, canto dei veterani della nave Königsberg ampiamente diffuso nei Freikorps e a sua volta derivata da un canto popolare.
Nel 1936 il critico musicale tedesco Alfred Weidemann pubblicò un articolo in cui affermò di aver individuato l'origine della melodia in una composizione del 1865 di Peter Cornelius conosciuta come Urmelodie che venne definita dal suo autore come una "melodia folkloristica viennese"

## Horst Wessel
Horst Wessel, nato nel 1907, a Bielefeld, era figlio di un pastore protestante, Ludwig Wessel, trasferitosi a Berlino poco dopo la sua nascita, dove il padre aveva ricevuto l'incarico di dirigere la parrocchia di San Nicola. Nel 1925 entrò nella sezione berlinese delle Sturmabteilung (SA), iniziò gli studi universitari nella facoltà di diritto e venne ammesso nell'associazione studentesca Corps Normannia Berlin. Il suo nome divenne noto tra i comunisti perché guidava abitualmente le SA in attacchi e rappresaglie contro di loro su ordine di Goebbels nei dintorni del Fischerkiez, all'epoca un distretto estremamente povero di Berlino.
Alienatosi dalla sua famiglia a causa delle sue simpatie politiche, Wessel si trasferì insieme alla sua fidanzata, la prostituta ventitreenne Erna Jänicke, in una stanza a Große Frankfurter Straße (oggi Karl-Marx-Allee), la cui proprietaria di casa, Elisabeth Salm, era la vedova di un membro del partito comunista. Dopo alcuni mesi, a seguito di un alterco con Wessel per degli affitti non pagati e sospettando che Jänicke si prostituisse in casa per conto di Wessel, chiese ai due di lasciare l'abitazione ma Wessel rifiutò, al che Salm chiese allora aiuto a degli amici e compagni di partito del defunto marito. Successivamente, il 14 gennaio 1930, due membri del partito comunista spararono a Wessel; uno di loro venne riconosciuto in Albrecht Höhler detto Ali. Wessel morì il 23 febbraio per un'infezione contratta in ospedale. Höhler venne accusato dell'omicidio e condannato a sei anni di prigione. Successivamente alla presa al potere del Partito nazista, tre anni dopo, venne ucciso sommariamente da membri delle SA.

## L'utilizzo dopo la morte di Horst Wessel
Prima della morte di Wessel, Joseph Goebbels, futuro Ministro della propaganda del Terzo Reich, aveva tentato di creare delle figure di "martiri nazisti" per scopi propagandistici, il primo di essi fu un membro delle SA chiamato Hans-Georg Kütemeyer, il cui cadavere venne ritrovato in un canale poche ore dopo aver presenziato a un discorso di Hitler allo Sportpalast il 17 novembre 1928. Goebbels tentò di far passare la sua morte come un omicidio politico organizzato dai comunisti seppur le prove emerse nelle indagini dimostrarono che fu in realtà un suicidio. Con l'aggressione a Wessel, Goebbels trovò una figura più adatta a rivestire il ruolo di martire per la causa nazista e contribuì alla mitologizzazione della sua vita e a renderlo una figura di propaganda ancora prima della sua morte. Goebbels ebbe occasione di visitare Wessel in ospedale e incontrare sua madre da cui trasse elementi per la sua biografia rappresentandolo come un "sognatore idealista" che aveva tentato di salvare una prostituta dalla strada e che era rimasto vittima di nemici politici.
Wessel era ricoverato all'ospedale St.-Josef di Berlino dove i medici erano riusciti a salvarlo e a fermare l'emorragia pur non riuscendo a rimuovere un proiettile dal cervelletto, nonostante ciò le condizioni di Wessel si stabilizzarono e riuscì a tornare a casa ma morì il 23 febbraio per le conseguenze di una infezione contratta mentre era in ospedale. A seguito della sua morte Goebbels definì propagandisticamente la vita di Wessel unendo elementi reali e di finzione al fine di trasformarlo in un martire per il partito e dichiarò la marcia Horst-Wessel-Lied (il canto di Horst Wessel Song) come inno ufficiale del partito nazionalsocialista. Il funerale di Wessel avvenne il primo marzo 1930, ovviamente accompagnato da un'esecuzione dell'inno, e fu uno dei primi eventi propagandistici di massa del nazismo. Contrariamente a quanto riportato da fonti naziste, non vi fu alcun attacco alla processione funebre. Da quel momento il canto divenne abituale durante le parate della SA.
Secondo lo storico austriaco Oliver Rathkolb la canzone venne creata con lo scopo di creare una versione nazista de L'Internazionale.
Con la salita al potere di Hitler nel gennaio del 1933, l'Horst-Wessel-Lied divenne ufficialmente un simbolo nazionale nel maggio di quell'anno e divenne anche una sorta di secondo inno nazionale tedesco.
Nel 1939 Adolf Hitler ordinò che Il canto dei tedeschi fosse eseguito in un tempo relativamente lento, in modo che fosse una melodia che consacrasse la Nazione, e che fosse immediatamente seguito dall'esecuzione del Canto di Horst Wessel, che doveva essere invece eseguito con un tempo più veloce, come una canzone di lotta rivoluzionaria. Questa combinazione prese il nome di Lieder der Nation (Canti della nazione); di norma veniva eseguita la prima strofa di ciascuno dei due brani.

## Il brano oggi
Dopo la fine della seconda guerra mondiale e la sconfitta della Germania nazista, l'esecuzione del Horst-Wessel-Lied (ed inizialmente anche del Lied der Deutschen) venne proibita. Suonare o cantare il brano in pubblico è tuttora illegale secondo il codice penale della Repubblica Federale di Germania (articoli 86 ed 86a).

## Testo
Die Reihen fest (/dicht/sind) geschlossen!

SA marschiert

Mit ruhig (/mutig) festem Schritt

Kam'raden, die Rotfront und Reaktion erschossen,

Marschier'n im Geist

In unser'n Reihen mit.
2. Die Straße frei

Den braunen Bataillonen

Die Straße frei

Dem Sturmabteilungsmann!

Es schau'n aufs Hakenkreuz voll Hoffnung schon Millionen

Der Tag für (/der) Freiheit

Und für Brot bricht an
3. Zum letzten Mal

Wird Sturmalarm (-appell) geblasen!

Zum Kampfe steh'n

Wir alle schon bereit!

Schon (/Bald) flattern Hitlerfahnen über allen Straßen (/über Barrikaden)

Die Knechtschaft dauert

Nur noch kurze Zeit!
4. Die Fahne hoch!

Die Reihen fest (/dicht/sind) geschlossen!

SA marschiert

Mit ruhig (/mutig) festem Schritt

Kam'raden, die Rotfront und Reaktion erschossen,

Marschier'n im Geist

In unser'n Reihen mit.»
i ranghi ben serrati!

Le S.A. marciano

con passo calmo (/coraggioso) e sicuro.

I camerati uccisi dal Fronte rosso e dalla Reazione

marciano con lo spirito

nei nostri ranghi.
2. Sgombra [sia] la strada

per le Camicie Brune!

Sgombra [sia] la strada

per gli uomini delle squadre d'assalto!

Già milioni guardano con speranza alla croce uncinata

il giorno della libertà

e del pane è arrivato.
3. Per l'ultima volta

si suona la carica (/l'appello)!

Per la lotta

siamo tutti già pronti.

Già (/presto) le bandiere di Hitler sventolano su tutte le strade (/le barricate),

la schiavitù durerà

ancora per poco tempo.
4. In alto la bandiera,

i ranghi ben serrati!

Le S. A. marciano

con passo calmo (/coraggioso) e sicuro.

I camerati uccisi dal Fronte rosso e dalla Reazione

marciano con lo spirito

nei nostri ranghi.»

## Curiosità
- Un accenno alla melodia si può trovare anche alla fine dell'inno ufficiale della SS Leibstandarte.
- Durante gli anni trenta e quaranta Das Horst-Wessel-Lied fu tradotta in altre lingue. Si ebbero così:

1. Le drapeau en tête (In alto la bandiera - in francese),
2. Comrades: the voices (Camerati: le voci - in inglese per il Regno Unito),
3. Hold Fanen Højt (In alto la bandiera - in danese),
4. Camisa azul (Camicia azzurra - in spagnolo per i falangisti),
5. In alto la bandiera (versione italiana presumibilmente in uso prima della Repubblica Sociale Italiana),
6. È l'ora di marciar (versione italiana in uso nella Repubblica Sociale Italiana).

- La Marina Militare della Repubblica del Cile (Armada de Chile) possiede nel suo repertorio un inno con la melodia di Das Horst-Wessel-Lied, ma chiaramente con parole differenti. L'inno è intitolato Himno de la Agrupación de Comandos IM N° 51.
- Un frammento di Horst-Wessel-Lied è contenuto nella “Region II” di Hymnen, pezzo di musica elettroacustica e concreta con esecutori dal vivo opzionali, composto da Karlheinz Stockhausen nel 1966-67 e rielaborato nel 1969. Lo spirito con cui è usato il frammento è spiegato da una breve conversazione fra Stockhausen e il tecnico Otto Tomek, registrata e anch’essa inclusa nella composizione[2].
- Nel film Una giornata particolare (1977) di Ettore Scola è stata utilizzata come colonna sonora.
- Di Horst-Wessel-Lied in italiano esiste anche una versione leggera interpretata da Milva e presente nel suo album Canti della libertà (1965): il testo, riscritto, è amaramente ironico. Si tratta della versione italiana della Kälbermarsch ("marcia dei vitelli"), testo parodistico scritto da Bertolt Brecht nel 1944 sulla musica dell'inno nazista.
- Horst-Wessel-Lied è stata utilizzata come colonna sonora nella schermata iniziale del videogioco Wolfenstein 3D, causando il blocco delle vendite in Germania.
- Nel videogioco Return to Castle Wolfenstein si può sentire la canzone fuoriuscire da alcune radio.